# Axel Sjöblom
Axel Adolf Sjöblom (Estocolm, 17 de desembre de 1881 – Estocolm, 10 d'octubre de 1951) va ser un gimnasta suec que va competir a principis del segle xx.
El 1908 va prendre part en els Jocs Olímpics de Londres, on guanyà la medalla d'or en la prova del concurs complet per equips, com a membre de l'equip suec.